# Ivanečko Naselje
Ivanečko Naselje falu Horvátországban Varasd megyében. Közigazgatásilag Ivanechez tartozik.

## Fekvése
Varasdtól 17 km-re délnyugatra, községközpontjától 3 km-re északkeletre, a Bednja-folyó jobb partján fekszik.

## Története
Lakosságát csak 1971-ben számlálták meg önállóan először, ekkor 101-en lakták. Addig területe Ivanečki Vrhovechez tartozott. 2001-ben 66 háztartása és 231 lakosa volt. 